# Keiko Matsui
Keiko Matsui(松居慶子), (n. Keiko Doi pe 26 iulie 1963 sau 1961, Tokyo) este o cântăreață de smooth jazz și new age, pianistă și compozitoare japoneză, a cărei carieră muzicală se extinde peste trei decenii.